# إدوارد هاوزر
إدوارد هاوزر (بالألمانية: Eduard Hauser)‏ هو عسكري ألماني، ولد في 22 يونيو 1895 في إرلنغن في ألمانيا، وتوفي في 16 يوليو 1961 في غارميش-بارتنكيرشن في ألمانيا.